# Залещики (село)
Залещики (укр. Заліщики) — село в Бучачской городской общине Чортковского района Тернопольской области Украини.
До 2020 года входило в Бучачский район.
Код КОАТУУ — 6121285603. Население по переписи 2001 года составляло 473 человека.

## Географическое положение

Церковь Святой Богородицы УГКЦ

Село Залещики находится на левом берегу реки Ольховец, в 1,5 км от левого берега реки Стрыпа,
выше по течению на расстоянии в 1 км расположено село Помирцы,
ниже по течению на расстоянии в 2 км расположено село Язловец.

## История
- 1454 год — первое упоминание о селе под названием Малые Залещики.

## Объекты социальной сферы
- Школа I ст.